# Nacionalna medalja znanosti
Nacionalna medalja znanosti (angleško National Medal of Science) je ameriško priznanje, ki ga podeljuje predsednik Združenih držav Amerike posameznikom, ki so bistveno prispevali k fiziki, biologiji, matematiki, inženirstvu, družboslovju ali vedenjskim znanostim. Nagrajence izbira dvanajstčlanski odbor Nacionalne znanstvene fundacije (NSF).
Prvo nacionalno medaljo znanosti je leta 1963 podelil John F. Kennedy, prejel jo je Theodore von Kármán za svoje delo v aeronavtiki. Do leta 2009 je nagrado prejelo 458 znanstvenikov in inženirjev, med njimi 88 prejemnikov Nobelove nagrade.

## Seznam prejemnikov

### Biologija
- 1963	Cornelius Van Niel
- 1964   Marshall W. Nirenberg
- 1965	Francis P. Rous, George G. Simpson, Donald D. Van Slyke
- 1966	Edward F. Knipling, Fritz Albert Lipmann, William C. Rose, Sewall Wright
- 1967	Kenneth S. Cole, Harry F. Harlow, Michael Heidelberger, Alfred H. Sturtevant
- 1968	H. A. Barker, Bernard B. Brodie, Detlev W. Bronk, Jay Lush, Burrhus Frederic Skinner
- 1969	Robert J. Huebner, Ernst Mayr
- 1970	Barbara McClintock, Albert B. Sabin
- 1973	Daniel I. Arnon, Earl W. Sutherland, Jr.
- 1974	Britton Chance, Erwin Chargaff, James Van Gundia Neel, James Augustine Shannon
- 1975	Hallowell Davis, Paul Gyorgy, Sterling Brown Hendricks, Orville Alvin Vogel
- 1976	Roger Guillemin, Keith Roberts Porter, Efraim Racker, Edward O. Wilson
- 1979	Robert H. Burris, Elizabeth C. Crosby, Earl Reece Stadtman, George Ledyard Stebbins, Paul A. Weiss
- 1981	Philip Handler
- 1982	Seymour Benzer, Glenn W. Burton, Mildred Cohn
- 1983	Howard L. Bachrach, Paul Berg, Wendell L. Roelofs, Berta Scharrer
- 1986	Stanley Cohen, Donald A. Henderson, Vernon B. Mountcastle, George Emil Palade, Joan A. Steitz
- 1987	Michael E. Debakey, Theodor O. Diener, Harry Eagle, Har Gobind Khorana, Rita Levi-Montalcini
- 1988	Michael S. Brown, Stanley N. Cohen, Joseph L. Goldstein, Maurice R. Hilleman, Eric R. Kandel, Rosalyn S. Yalow
- 1989	Katherine Esau, Viktor Hamburger, Philip Leder, Joshua Lederberg, Roger W. Sperry, Harland G. Wood
- 1990	Baruj Benacerraf, Herbert W. Boyer, Daniel E. Koshland, Jr., Edward B. Lewis, David G. Nathan, E. Donnall Thomas
- 1991	Mary Ellen Avery, G. Evelyn Hutchinson, Elvin A. Kabat, Salvador E. Luria, Paul A. Marks, Folke K Skoog, Paul C. Zamecnik
- 1992	Maxine Singer, Howard M. Temin
- 1993	Daniel Nathans, Salome G. Waelsch
- 1994	Thomas Eisner, Elizabeth F. Neufeld
- 1995	Alexander Rich
- 1996	Ruth Patrick
- 1997	James D. Watson, Robert A. Weinberg
- 1998	Bruce Ames, Janet Rowley
- 1999	David Baltimore, Jared Diamond, Lynn Margulis
- 2000	Nancy C. Andreasen, Peter H. Raven, Carl Woese
- 2001	Francisco J. Ayala, Mario R. Capecchi, Ann M. Graybiel, Gene E. Likens, Victor A. McKusick, Harold Varmus
- 2002	James E. Darnell, Evelyn M. Witkin
- 2003   J. Michael Bishop, Solomon H. Snyder, Charles Yanofsky
- 2004   Norman E. Borlaug, Phillip A. Sharp, Thomas E. Starzl
- 2005   Anthony Fauci, Torsten N. Wiesel
- 2006   Rita R. Colwell, Nina Fedoroff, Lubert Stryer
- 2007   Robert J. Lefkowitz, Bert W. O'Malley
- 2008   Francis S. Collins, Elaine Fuchs, J. Craig Venter
- 2009   Susan L. Lindquist, Stanley B. Prusiner
- 2010   Ralph L. Brinster, Rudolf Jaenisch
- 2011   Lucy Shapiro, Leroy Hood, Sallie Chisholm
- 2012   May Berenbaum, Bruce Alberts
- 2013   Rakesh K. Jain
- 2014   Stanley Falkow, Mary-Claire King, Simon Levin
- 2023   Gebisa Ejeta, Eve Marder, Gregory Petsko, Sheldon Weinbaum

### Fizikalne znanosti
- 1963	Luis Walter Alvarez
- 1964	Julian Seymour Schwinger
- 1965	John Bardeen, Leon Max Lederman, William Rubey
- 1966	Jacob Bjerknes, Subrahmanyan Chandrasekhar, John Hasbrouck Van Vleck
- 1967	Jesse Beams, Francis Birch, Gregory Breit, Louis Hammett
- 1968	Herbert Friedman, Eugene Paul Wigner
- 1969	Herbert C. Brown, Wolfgang Panofsky
- 1970	Robert Henry Dicke, Allan Rex Sandage, John Clarke Slater, John Archibald Wheeler
- 1973	Maurice Ewing, Arie Jan Haagen-Smit, Frederick Seitz, Robert Rathbun Wilson
- 1974	Nicolaas Bloembergen, William Alfred Fowler
- 1975	Hans A. Bethe, Joseph Hirschfelder, Lewis Sarett, E. Bright Wilson, Chien-Shiung Wu
- 1976	Samuel Goudsmit, Herbert S. Gutowsky, Frederick Rossini, Verner Suomi, Henry Taube, George Eugene Uhlenbeck
- 1979	Richard Phillips Feynman, Herman Mark, Edward Mills Purcell, John Sinfelt, Lyman Spitzer, Victor F. Weisskopf
- 1982	Philip Warren Anderson, Joičiro Nambu, Edward Teller, Charles Hard Townes
- 1983	E. Margaret Burbidge, Maurice Goldhaber, Helmut Landsberg, Walter Munk, Frederick Reines, Bruno B. Rossi, J. Robert Schrieffer
- 1986	Solomon Buchsbaum, Horace Crane, Herman Feshbach, Robert Hofstadter, Chen Ning Franklin Yang
- 1987	Philip Abelson, Walter Elsasser, Paul Christian Lauterbur, George Pake, James Alfred Van Allen
- 1988	D. Allan Bromley, Paul (Ching-Wu) Chu, Walter Kohn, Norman Foster Ramsey, Jack Steinberger
- 1989	Arnold O. Beckman, Eugene Newman Parker, Robert Sharp, Henry Stommel
- 1990	Allan M. Cormack, Edwin M. McMillan, Robert Pound, Roger Revelle
- 1991	Arthur L. Schawlow, Ed Stone, Steven Weinberg
- 1992	Eugene M. Shoemaker
- 1993	Val Fitch, Vera Cooper Rubin
- 1994	Albert Overhauser, Frank Press
- 1995	Hans Dehmelt, Peter Goldreich
- 1996	Wallace S. Broecker
- 1997	Marshall Rosenbluth, Martin Schwarzschild, George Wetherill
- 1998	Don L. Anderson, John Norris Bahcall
- 1999	James Cronin, Leo Kadanoff
- 2000	Willis E. Lamb, Jeremiah Paul Ostriker, Gilbert F. White
- 2001	Marvin L. Cohen, Raymond Davis Jr., Charles Keeling
- 2002	Richard Garwin, W. Jason Morgan, Edward Witten
- 2003   G. Brent Dalrymple, Riccardo Giacconi
- 2004   Robert N. Clayton
- 2005   Ralph Asher Alpher, Lonnie Thompson
- 2006   Daniel Kleppner
- 2007   Fay Ajzenberg-Selove, Charles P. Slichter, David J. Wineland
- 2008   Berni Alder, James E. Gunn
- 2009   Yakir Aharonov, Esther M. Conwell, Warren M. Washington
- 2011   Sidney Drell, Sandra Faber, Sylvester James Gates
- 2012   Burton Richter, Sean C. Solomon
- 2014   Shirley Ann Jackson
- 2023   Barry Barish, Myriam Sarachik

### Tehniške znanosti
- 1962	Theodore von Kármán
- 1963	Vannevar Bush, John Robinson Pierce
- 1964   Charles S. Draper
- 1965	Hugh L. Dryden, Clarence L. Johnson, Warren K. Lewis
- 1966	Claude Elwood Shannon, Vladimir K. Zworykin
- 1967	Edwin H. Land, Igor I. Sikorsky
- 1968	J. Presper Eckert, Nathan M. Newmark
- 1969	Jack St. Clair Kilby
- 1970	George E. Mueller
- 1973	Harold E. Edgerton, Richard T. Whitcomb
- 1974	Rudolf Kompfner, Ralph Brazelton Peck, Abel Wolman
- 1975	Manson Benedict, William Hayward Pickering, Frederick E. Terman, Wernher Von Braun
- 1976	Morris Cohen, Peter C. Goldmark, Erwin Wilhelm Müller
- 1979	Emmett N. Leith, Raymond D. Mindlin, Robert N. Noyce, Earl R. Parker, Simon Ramo
- 1982	Edward H. Heinemann, Donald L. Katz
- 1983	William R. Hewlett, George M. Low, John G. Trump
- 1986	Hans Wolfgang Liepmann, T. Y. Lin, Bernard M. Oliver
- 1987	Robert B. Bird, H. Bolton Seed, Ernst Weber
- 1988	Daniel C. Drucker, Willis M. Hawkins, George W. Housner
- 1989	Harry George Drickamer, Herbert E. Grier
- 1990	Mildred S. Dresselhaus, Nick Holonyak mlajši
- 1991	George Heilmeier, Luna B. Leopold, H. Guyford Stever
- 1992	Calvin F. Quate, John Roy Whinnery
- 1993	Alfred Y. Cho
- 1994	Ray W. Clough
- 1995	Hermann A. Haus
- 1996	James L. Flanagan, C. Kumar N. Patel
- 1998	Eli Ruckenstein
- 1999	Kenneth N. Stevens
- 2000	Yuan-Cheng B. Fung
- 2001	Andreas Acrivos
- 2002	Leo Beranek
- 2003   John M. Prausnitz
- 2004   Edwin N. Lightfoot
- 2005   Jan D. Achenbach, Tobin J. Marks
- 2007   Andrew J. Viterbi
- 2008   Rudolf E. Kálmán
- 2009   Amnon Yariv
- 2010   Shu Chien
- 2011   John Goodenough
- 2012   Thomas Kailath
- 2023   Subra Suresh

### Kemija
- 1964   Roger Adams, Harold Clayton Urey, Robert Burns Woodward
- 1965   Peter Joseph William Debye
- 1966   Henry Eyring
- 1967   George Kistiakowsky
- 1968   Paul Bartlett, Lars Onsager
- 1970   Saul Winstein
- 1973   Carl Djerassi, Vladimir Haensel
- 1974   Paul Flory, Linus Carl Pauling, Kenneth Sanborn Pitzer
- 1979   Arthur Kornberg, Severo Ochoa
- 1982	F. Albert Cotton, Gilbert Stork
- 1983	Roald Hoffmann, George C. Pimentel, Richard N. Zare
- 1986	Harry Gray, Yuan Tseh Lee, Carl S. Marvel, Frank H. Westheimer
- 1987	William S. Johnson, Walter H. Stockmayer, Max Tishler
- 1988	William O. Baker, Konrad Emil Bloch, Elias James Corey
- 1989	Richard B. Bernstein, Melvin Calvin, Rudoph A. Marcus, Harden M. McConnell
- 1990	Elkan Blout, Karl Folkers, John D. Roberts
- 1991	Ronald Breslow, Gertrude B. Elion, Dudley R. Herschbach, Glenn T. Seaborg
- 1992	Howard E. Simmons, Jr.
- 1993	Donald J. Cram, Norman Hackerman
- 1994	George S. Hammond
- 1995	Thomas Cech, Isabella L. Karle
- 1996	Norman Davidson
- 1997	Darleane C. Hoffman, Harold S. Johnston
- 1998	John W. Cahn, George M. Whitesides
- 1999	Stuart A. Rice, John Ross, Susan Solomon
- 2000	John D. Baldeschwieler, Ralph F. Hirschmann
- 2001	Ernest R. Davidson, Gabor A. Somorjai
- 2002	John I. Brauman
- 2004   Stephen J. Lippard
- 2006   Marvin H. Caruthers, Peter B. Dervan, Robert S. Langer
- 2007   Mostafa A. El-Sayed
- 2008   Joanna S. Fowler, JoAnne Stubbe
- 2009   Stephen J. Benkovic, Marye Anne Fox
- 2010   Jacqueline K. Barton, Peter J. Stang
- 2011   Allen J. Bard, M. Frederick Hawthorne
- 2012   Judith P. Klinman, Jerrold Meinwald
- 2013   Geraldine Richmond
- 2014   A. Paul Alivisatos

### Matematika, statistika in računalništvo
- 1963	Norbert Wiener
- 1964   Solomon Lefschetz, H. Marston Morse
- 1965	Oscar Zariski
- 1966	John Willard Milnor
- 1967	Paul Joseph Cohen
- 1968	Jerzy Neyman
- 1969	William Feller
- 1970	Richard Brauer
- 1973	John Tukey
- 1974	Kurt Gödel
- 1975	John W. Backus, Shiing-Shen Chern, George B. Dantzig
- 1976	Kurt Otto Friedrichs, Hassler Whitney
- 1979	Joseph L. Doob, Donald Knuth
- 1982	Marshall Harvey Stone
- 1983	Herman Goldstine, Isadore Singer
- 1986	Peter Lax, Antoni Zygmund
- 1987	Raoul Bott, Michael Freedman
- 1988	Ralph E. Gomory, Joseph B. Keller
- 1989	Samuel Karlin, Saunders MacLane, Donald C. Spencer
- 1990	George F. Carrier, Stephen Cole Kleene, John McCarthy
- 1991	Alberto Calderón
- 1992	Allen Newell
- 1993	Martin Kruskal
- 1994	John Cocke
- 1995	Louis Nirenberg
- 1996	Richard M. Karp, Stephen Smale
- 1997	Šing-Tung Jau
- 1998	Cathleen Synge Morawetz
- 1999	Felix Browder, Ronald R. Coifman
- 2000	John Griggs Thompson, Karen K. Uhlenbeck
- 2001	Calyampudi R. Rao, Elias M. Stein
- 2002	James G. Glimm
- 2003   Carl R. de Boor
- 2004   Dennis P. Sullivan
- 2005   Bradley Efron
- 2006   Hyman Bass
- 2007   Leonard Kleinrock, Andrew J. Viterbi
- 2009   David B. Mumford
- 2010   Richard A. Tapia, Srinivasa S.R. Varadhan
- 2011   Solomon Wolf Golomb, Barry Mazur
- 2012   Alexandre Chorin, David Blackwell (posthumno)
- 2013   Michael Artin

### Vedenjske znanosti in družboslovje
- 1964	Othmar H. Ammann, Theodosius Dobzhansky, Neal Elgar Miller
- 1986	Herbert A. Simon
- 1987	Anne Anastasi, George J. Stigler
- 1988	Milton Friedman
- 1989   Roger Wolcott Sperry
- 1990	Leonid Hurwicz, Patrick Suppes
- 1991	Robert W. Kates, George Armitage Miller
- 1992	Eleanor J. Gibson
- 1994	Robert K. Merton
- 1995	Roger N. Shepard
- 1996	Paul A. Samuelson
- 1997	William K. Estes
- 1998	William Julius Wilson
- 1999	Robert M. Solow
- 2000	Gary S. Becker
- 2001	George F. Bass
- 2003   R. Duncan Luce
- 2004   Kenneth J. Arrow
- 2005   Gordon H. Bower
- 2008   Michael I. Posner
- 2009   Mortimer Mishkin
- 2011   Anne Treisman
- 2012   Robert Axelrod
- 2014   Albert Bandura
- 2023   Huda Akil, Shelley Taylor